# Liste politischer Dokumentarfilme
Diese Liste enthält Dokumentarfilme, die sich kritisch mit den gesellschaftlichen und wirtschaftlichen Strukturen in verschiedenen Ländern auseinandersetzen.

## Deutschsprachige Filme
| Jahr  | Titel                                                                       | Regisseur                                                                             | Land                                            | Bemerkungen                                                                   |
| ----- | --------------------------------------------------------------------------- | ------------------------------------------------------------------------------------- | ----------------------------------------------- | ----------------------------------------------------------------------------- |
| 1932  | Kuhle Wampe oder Wem gehört die Welt?                                       | Slatan Dudow                                                                          | Film aus dem KPD-Umfeld, mit Spielfilmelementen |                                                                               |
| 1965  | Von Griechenland                                                            | Peter Nestler,                                                                        | BR Deutschland                                  | über Militärregime in Griechenland                                            |
| 1967  | Der Polizeistaatsbesuch – Beobachtungen unter deutschen Gastgebern          | Roman Brodmann                                                                        | BR Deutschland                                  | über umstrittenen Schahbesuch inn West-Berlin mit Tod von Benno Ohnesorg ,NDR |
| 1969: | Nicht löschbares Feuer                                                      | Harun Farocki                                                                         | BR Deutschland                                  |                                                                               |
| 1973  | Es kommt drauf an, sie zu verändern                                         | Claudia von Alemann                                                                   | BR Deutschland                                  | über die doppelte Ausbeutung von Fabrikarbeiterinnen                          |
| 1978  | Deutschland im Herbst                                                       | Rainer Werner Fassbinder, Alexander Kluge, Volker Schlöndorff, und weitere Regisseure | BR Deutschland                                  | über Zeit der RAF-Aktivitäten                                                 |
| 2018  | Hamburger Gitter – Der G20-Gipfel als »Schaufenster moderner Polizeiarbeit« | Marco Heinig, Steffen Maurer, Luise Burchard, Luca Vogel,                             | Deutschland                                     |                                                                               |
| 2019  | Luft zum Atmen – 40 Jahre Opposition bei Opel in Bochum                     | Johanna Schellhagen                                                                   | Deutschland                                     |                                                                               |

## Nicht deutschsprachige Filme

### 1920–1999
| Jahr    | Titel                                                          | Regisseur                                                         | Land                         | Bemerkungen |  |
| ------- | -------------------------------------------------------------- | ----------------------------------------------------------------- | ---------------------------- | --- |  |
| 1929    | À propos de Nice                                               | Jean Vigo                                                         | Frankreich                   | satirische Beobachtungen über die bourgeoise Gesellschaft in Paris                                                       |  |
| 1933    | Borinage                                                       | Joris Ivens, Henri Storck                                         |                              | über das Elend der Bergarbeiter in Belgien                                                                               |  |
| 1933    | Las Hurdes – Land ohne Brot                                    | Luis Buñuel                                                       | Spanien                      | |  |
| 1937    | The Spanish Earth                                              | Joris Ivens                                                       |                              | Buch John Dos Passos und Ernest Hemingway                                                                                |  |
| 1948    | Strange Victory                                                | Leo Hurwitz                                                       | USA                          | |  |
| 1950    | Afrique 50                                                     | René Vautier                                                      | Frankreich                   | erster antikolonialistischer Film Frankreichs                                                                            |  |
| 1953    | Les statues meurent aussi                                      | Alain Resnais, Chris Marker, Ghislai Cloquet                      | Frankreich                   | |  |
| 1955    | Nuit et brouillard                                             | Alain Resnais                                                     | Frankreich                   | |  |
| 1960    | Primary                                                        | Richard Leacock, Albert Maysles                                   | USA                          | |  |
| 1960    | Saturday Night and Sunday Morning                              | Karel Reisz                                                       | Großbritannien               | |  |
| 1964    | Point of Order!                                                | Emile de Antonio                                                  | USA                          | Kompilationsfilm über die Anhörungen des Senators Mc Carthy                                                              |  |
| 1965    | Der gewöhnliche Faschismus                                     | Michail Iljitsch Romm                                             | UdSSR                        | über Strukturen in den 1930er Jahren                                                                                     |  |
| 1965–67 | Black Natchez                                                  | Ed Pincus                                                         | USA                          | Über die Versuche, Wähler in einer Stadt in Mississippi zu organisieren und die Widerstände dagegen                      |  |
| 1967    | Titicut Follies                                                | Frederick Wiseman                                                 | USA                          | über das Überleben im Bridgewater State Hospital in Massachusetts, durfte über 20 Jahre nicht in den USA gezeigt werden. |  |
| 1967    | Loin du Viêt-nam                                               | Joris Ivens                                                       |                              | mit Chris Marker, Alain Resnais, William Klein, Agnès Varda, Claude Lelouch, Jean-Luc Godard                             |  |
| 1968    | In the year of the pig                                         | Emile de Antonio                                                  |                              | Einer der wichtigsten Filme über den Vietnamkrieg                                                                        |  |
| 1968    | La Reprise du travail aux usines Wonder                        | Jacques Willemont, Pierre Bonneau                                 | Frankreich                   | Kurzfilm über die Wiederaufnahme der Arbeit in den Wonder-Fabriken nach dem Mai 68                                       |  |
| 1968    | America Is Hard to See                                         | Emile de Antonio                                                  | USA                          | |  |
| 1968    | Der 17. Breitengrad,                                           | Joris Ivens                                                       |                              | |  |
|         | No Vietnamese Ever Called Me Nigger                            | David Loeb Weiss                                                  | USA                          | |  |
| 1968    | À bientôt, j'espère,                                           | Chris Marker, Mario Marret                                        | Frankreich                   | über einen Streik im März 1967 in der Textilfabrik Rhodiacéta in Besançon                                                |  |
| 1968    | Die Stunde der Feuer                                           | Fernando Solanas,                                                 | Argentinien                  | über Kolonialismus in Lateinamerika                                                                                      |  |
|         |                                                                |                                                                   |                              | |  |
| 1970    | Das Haus nebenan - Chronik einer französischen Stadt im Kriege | Marcel Ophüls                                                     | Frankreich                   | bahnbrechender Dokumentarfilm über die Kollaboration in Frankreich                                                       |  |
|         |                                                                |                                                                   |                              | |  |
| 1971    | Die Bauern der zweiten Festung                                 | Shinsuke Ogawa                                                    | Japan                        | |  |
| 1971    | Minamata – die Opfer und ihre Welt                             | Noriaki Tsuchimoto                                                | Japan                        | über das Leiden der Opfer und ihrer Angehörigen sowie ihren Kampf gegen den Chemiekonzern Chisso.                        |  |
| 1971    | L’aggettivo donna                                              | Annabella Misuglio,                                               | Italien                      | über die doppelte Ausbeutung der Arbeiterinnen                                                                           |  |
| 1972    | Winter Soldier                                                 |                                                                   | USA                          | Vietnam Veterans Against the War                                                                                         |  |
| 1973    | Die Gesellschaft des Spektakels                                | Guy Debord                                                        | Frankreich                   | |  |
| 1973    | Humain, trop humain                                            | Louis Malle,                                                      | Frankreich                   | |  |
| 1973    | Kanehsatake: 270 Years of Resistance                           | Alanis Obomsawin                                                  | Kanada                       | |  |
| 1974    | Avec le sang des autres                                        | Bruno Muel,                                                       | Frankreich                   | über Arbeitsbedingungen in der Automobilindustrie                                                                        |  |
| 1974    | Keiner oder alle                                               | Silvano Agosti, Marco Bellocchio, Sandro Petraglia, Stefano Rulli | Italien                      | über die radikale Reform der Psychiatrie in Italien                                                                      |  |
| 1975    | Welfare                                                        | Frederick Wiseman                                                 |                              | |  |
| 1975    | Der Aufstand der Bourgeoisie                                   | Patricio Guzmán                                                   |                              | |  |
| 1976    | Harlan County, U.S.A.                                          | Barbara Kopple                                                    | USA                          | |  |
| 1976    | Les enfants de la guerre – Kinder des Krieges                  | Jocelyne Saab                                                     | Libanon,                     | |  |
| 1976    | Underground                                                    | Emile de Antonio                                                  | USA                          | |  |
| 1977    | Der Staatsstreich, Regie:                                      | Patricio Guzmán                                                   |                              | |  |
| 1977    | Rot ist die blaue Luft                                         | Chris Marker                                                      |                              | |  |
| 1977    | Etnocidio: Notas sobre El Mezquital                            | Paul Leduc                                                        | Mexiko                       | |  |
| 1978    | Daughter Rite                                                  | Michelle Citron                                                   | USA                          | |  |
| 1979    | Die Macht des Volkes                                           | Patricio Guzmán                                                   |                              | |  |
| 1980    | Bom Povo Português                                             | Rui Simões,                                                       | Portugal                     | Essayfilm über die Nelkenrevolution                                                                                      |  |
| 1981    | Unsere Stimme von Erde, Erinnerung und Zukunft                 | Marta Rodríguez, Jorge Silva                                      | Kolumbien                    | über den Widerstand der Indigenen                                                                                        |  |
| 1981    | Sois belle et tais-toi / Be pretty and shut up!                | Delphine Seyrig,                                                  | Frankreich                   | Schauspielerinnen erzählen über ihre Erfahrungen mit dem Sexismus in der Filmindustrie                                   |  |
| 1982    | The Atomic Café                                                | Jayne Loader, Kevin Rafferty, Pierce Rafferty                     | USA                          | |  |
| 1982    | In the King of Prussia                                         | Emile de Antonio                                                  | USA                          | |  |
| 1982    | Chicken Ranch                                                  | Nick Broomfield                                                   | USA                          | |  |
| 1982    | Beirut, My City                                                | Jocelyne Saab                                                     | Libanon                      | |  |
| 1984    | The Times of Harvey Milk                                       | Rob Epstein                                                       | USA                          | |  |
| 1984    | Before Stonewall                                               | Greta Schiller                                                    | USA                          | |  |
| 1984    | Far from Poland,                                               | Jill Godmilow                                                     | USA                          | Experimenteller Dokumentarfilm über die freie Gewerkschaft Solidarność in Polen                                          |  |
| 1989    | Mr. Hoover and I                                               | Emile de Antonio,                                                 | USA                          | |  |
| 1989    | Tongues Untied                                                 | Marlon T. Riggs                                                   | USA                          | |  |
| 1990    | Paris Is Burning                                               | Jennie Livingston                                                 | USA                          | |  |
| 1990    | American Dream                                                 | Barbara Kopple                                                    | USA                          | mit Cathy Caplan, Thomas Haneke und Lawrence Silk                                                                        |  |
| 1990    | Lumumba: La mort du prophète                                   | Raoul Peck                                                        |                              | poetische Reflexion über scheinbar vergangene Hoffnungen und Desaster – im Geiste Benjamins                              |  |
| 1992    | Manufacturing Consent                                          | Noam Chomsky and the Media                                        | Mark Achbar, Peter Wintonick | Australien, Finnland, Norwegen, Kanada                                                                                   |  |
| 1992    | Orangene Westen                                                | Jurij Chaschtschewatskji                                          | Belarus, Deutschland         | aus dem unabhängigen, von Frauen gegründeten Studio Tatyana, über die Lage der Frauen in der Sowjetunion                 |  |
| 1995    | Kanehsatake. 270 Years of Resistance,                          | Alanis Obomsawin                                                  | Kanada                       | |  |
| 1996    | Red Hollywood                                                  | Thom Andersen, Noël Burch                                         | USA                          | |  |
| 1996    | Reprise. Un voyage au cœur de la classe ouvrière               | Hervé Le Roux                                                     | Frankreich                   | |  |

### Seit 2000
| Jahr | Titel                                                                                   | Regisseur                                                 | Land                    | Bemerkungen |
| ---- | --------------------------------------------------------------------------------------- | --------------------------------------------------------- | ----------------------- | --- |
| 2000 | Goulag                                                                                  | Iossif Pasternak, Hélène Chatelain,                       | Frankreich              | |
| 2001 | Domestic Violence                                                                       | Frederick Wiseman                                         | USA                     | |
| 2002 | Bowling for Columbine                                                                   | Michael Moore                                             | USA                     | |
| 2003 | Todesschwadronen: Wie Frankreich den Terror exportierte                                 | Marie-Monique Robin                                       | Frankreich              | |
| 2003 | Attention danger travail                                                                | Pierre Carles                                             | Frankreich              | |
| 2003 | Gujarat. A Laboratory of Hindu Rastra, Fascism                                          | Suma Josson                                               | Indien                  | |
| 2003 | S-21: Die Todesmaschine der Roten Khmer (S-21, la machine de mort Khmère rouge), Regie: | Rithy Panh                                                |                         | |
| 2004 | Black Panthers (in Israel) speak out                                                    | Eli Hamo, Sami Halom Chetrit                              | Israel                  | |
| 2004 | Ratziti Lihiyot Gibor – On the Objection Front                                          | Shiri Tsur                                                | Israel                  | über die Refusenik-Bewegung in Israel, Soldaten, die sich weigern in den besetzten Gebieten Dienst zu tun                                      |
| 2004 | Memoria del saqueo – Social Genocide                                                    | Fernando E. Solanas                                       | Argentinien             | über die Geschichte des Neoliberalismus in Argentinien                                                                                         |
|      |                                                                                         |                                                           |                         | |
| 2006 | Atos dos Homens / Acts of Men                                                           | Kiko Goifman,                                             | Brasilien, Deutschland, | über die Todesschwadronen in Brasilien |
| 2006 | The Road to Guantanamo                                                                  | Michael Winterbottom                                      |                         | |
| 2006 | When the Levees Broke. A Requiem in Four Acts                                           | Spike Lee                                                 | USA                     | |
| 2006 | My Country, My Country                                                                  | Laura Poitras,                                            | USA                     | |
| 2007 | Les Lip, l'imagination au pouvoir                                                       | Christian Rouaud,                                         | Frankreich              | |
| 2009 | 48                                                                                      | Susana de Sousa Dias                                      | Portugal                | Von dem Geheimdienst PIDE angefertigte Bilder von politischen Gefangenen der Salazar-Diktatur werden von diesen selbst kommentiert, mit Folter |
| 2010 | Nostalgia for the Light                                                                 | Patricio Guzmán                                           | Frankreich, Chile       | Suche in der Atacama-Wüste, nach den Überresten ermordeten Angehörigen                                                                         |
| 2010 | Qu'ils reposent en révolte (Des figures de guerres I)                                   | Sylvain George                                            | Frankreich              | über die Lebensbedingungen der Migranten in Calais                                                                                             |
| 2011 | Duch, le maître des forges de l’enfer                                                   | Rithy Panh,                                               | Kambodscha, Frankreich  | |
| 2012 | The act of killing                                                                      | Joshua Oppenheimer                                        |                         | |
| 2012 | Leviathan                                                                               | Lucien Castaing-Taylor, Véréna Paravel                    | USA                     | |
| 2012 | Vers Madrid. The Burning Bright                                                         | Sylvain George                                            | Frankreich              | |
| 2014 | The Look of Silence                                                                     | Joshua Oppenheimer                                        |                         | |
| 2015 | Economia Col-lectiva – Europas letzte Revolution                                        |                                                           |                         | über Selbstorganisation in Betrieben in Katalonien während des spanischen Bürgerkrieges                                                        |
| 2018 | Reason                                                                                  | Anand Patwardhan                                          | Indien                  | |
| 2019 | Die Kordillere der Träume                                                               | Patricio Guzman                                           |                         | |
| 2019 | Espero tua (Re)volta                                                                    | Eliza Capai                                               | Brasilien               | [ 2 ] |
| 2022 | Brainwashed. Sex-Camera-Power                                                           | Nina Menkes                                               | USA                     | |
| 2024 | No Other Land                                                                           | Basel Adra, Hamdan Ballal, Yuval Abraham und Rachel Szor, | Palästina, Norwegen     | über Situation in Palästina, über zwanzig Preise                                                                                               |